# Зубрєєва Марія Авраамівна
Зубрєєва Марія Авраамівна (*21 серпня 1900, с. Корюківка, Чернігівська губернія, Російська імперія — 8 жовтня 1991, Санкт-Петербург, Росія) — радянська художниця українського походження.

## Життєпис
Марія Зубрєєва народилася 21 серпня 1900 року в селі Корюківка Чернігівської губернії.
Після закінчення гімназії Марія працювала сільською вчителькою. У 1922 році вона переїхала до Петрограду й вступила до художнього технікуму. Від 1923 року Зубрєєва займалася на графічному факультеті Вищого художньо-технічного інституту, який закінчила в 1927 році. Її вчителями були В. Конашевич і Д. Мітрохін.
По закінченні інституту Зубрєєва активно включилася у творче життя. З 1928 року вона брала участь у виставках ленінградських художників, працювала в техніці акварелі, писала темперою та олією. Провідним жанром в її творчості став портрет, психологічно гострий і вишукано-мальовничий. У 1932 році Зубрєєву прийняли до Ленінградської Спілки радянських художників.
У 1938 році Марія Зубрєєва разом з С. Захаровим брала участь у декоративному оформленні павільйону «Бавовна» на Всесоюзній сільськогосподарській виставці в Москві.
Під час Другої світової війни, у 1941—1944 роках на евакуації Зубрєєва працювала в Таджикистані, брала участь у створенні настінних розписів і внутрішньому оздобленні театру опери і балету в Душанбе, займалася станковим і монументальним живописом, вела громадську роботу.
У 1944 році Марія повернулася до Ленінграда. У 1945 році разом з С. Захаровим вона брала участь у відновленні будівлі Маріїнського палацу, де для залу прийомів Ленміськвиконкому вони зробили велике панно «Салют Перемоги в Ленінграді» і низку творів, присвячених цьому місту.
У 1947—51 роках Зубрєєва знову працювала в Таджикистані. Як художник-монументаліст вона брала участь в будівництві Будинку уряду Таджикистану та Публічної бібліотеки імені Фірдоусі в Душанбе, виконувала роботи з внутрішнього оздоблення та оформлення інтер'єрів будівель, за що була відзначена Почесними грамотами Верховної Ради СРСР і Верховної Ради Таджицької РСР.
У 1950—80 роки Зубрєєва працювала головним чином як художник-станковист у техніці акварелі і темперного живопису. Разом з С. Захаровим їздила до Середньої Азії, Криму, писала давні міста Ростов Великий, Суздаль, Стару Ладогу.
Померла Марія Зубрєєва в 1991 році. Її твори нині зберігаються в Державному Російському музеї, Державній Третьяковській галереї, в численних художніх музеях й приватних збірках в Росії та за кордоном.

## Творчість
У творчому доробку Зубрєєвої як станковиста є дві рівноцінні за значимістю групи робіт. Першу складають пейзажі, портрети і жанрові композиції, навіяні таджицькими враженнями. До них Зубрєєв зверталася протягом усього життя, вони, були для неї як для художника і непересічної особистості чимось більшим ніж просто екзотичним матеріалом. Другу частину цієї спадщини склала галерея портретів сучасників. Виконані в техніці акварелі, вони вражають гостротою мальовничого і психологічного трактування образів.

### Виставки
Марія Зубрєєва брала участь у численних художніх виставках в СРСР і за кордоном. У 1951, 1980, 1984 і 1996 роках у Ленінграді і в 1961 і 1965 роках у Москві відбулися персональні виставки її творів спільно з С. Захаровим.
У 1960 році (Ленинград): Виставка творів художников — жінок Ленинграда на ознаменування 50-річчя Міжнародного жіночого дня 8 Березня, за участі Євгенії Антипової, Таїсії Афоніної, Євгенії Байкової, Іини Балдіної, Злати Бизової, Ніни Веселової, Олени Горохової, Марії Зубреєвої, Марини Козловської, Тетяни Копніної, Майї Копитцевої, Олени Костенко, Валерії Лариної, Марії Рудницької, Олени Скуінь, Надії Штейнміллер та інших.